# Ariane aimable
Polyerata amabilis
Espèce
Répartition géographique
Statut de conservation UICN

 LC  : Préoccupation mineure
Statut CITES
L'Ariane aimable (Polyerata amabilis) est une espèce d'oiseaux de la famille des Trochilidae. D'après Alan P. Peterson, c'est une espèce monotypique.

## Habitats
Ses habitats sont les forêts tropicales et subtropicales humides de basses et hautes altitudes, ainsi que les forêts sèches mais aussi les anciennes forêts lourdement dégradées, les plantations et les jardins ruraux.